# Higginsia thielei
Higginsia thielei är en svampdjursart som beskrevs av Topsent 1898. Higginsia thielei ingår i släktet Higginsia och familjen Heteroxyidae. Inga underarter finns listade i Catalogue of Life.